# Église de la Décollation-de-Saint-Jean-Baptiste de Châtillon-sur-Bar
Pour les articles homonymes, voir Église de la Décollation-de-Saint-Jean-Baptiste.
L'église de la Décollation-de-Saint-Jean-Baptiste est une église située à Belleville-et-Châtillon-sur-Bar, en France.

## Description
Si la façade de l'église est du XIXe siècle, le chœur à cinq pans et les arcs de la croisée du transept sont du XIIIe siècle. La voûte date du XVIe siècle ainsi que les colonnettes plaquées sur les piles cruciformes. Une piscine est du XVe siècle et une autre du XVIe siècle. Un lutrin est en marbre rouge et noir et un autre en bois. Il faut noter également le maître-autel avec quatre colonnes de marbre et un tableau de la décollation de saint Jean-Baptiste,.

## Localisation

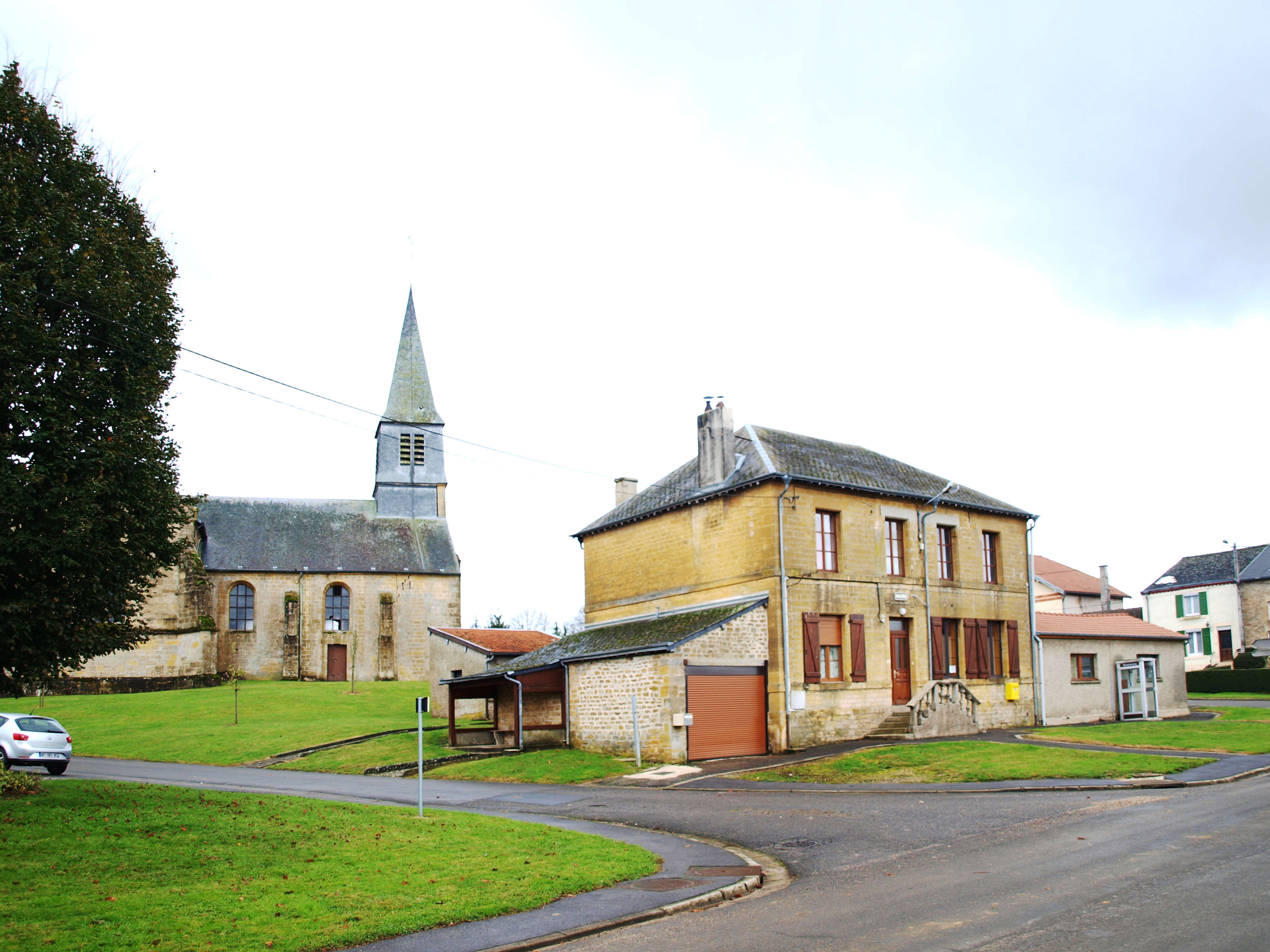
Emplacement par rapport au carrefour et à l'ex-mairie.

L'église est située sur la commune de Belleville-et-Châtillon-sur-Bar, dans le département français des Ardennes. Elle est plus précisément dans le hameau de Châtillon-sur-Bar, au carrefour des routes conduisant au Chesne, à Noirval, à Brieulles-sur-Bar et à Belleville-sur-Bar, derrière l'ex-mairie,,.

## Historique
La cure de Châtillon-sur-Bar dépendait de l'abbaye de  Mouzon.
L'édifice est inscrit au titre des monuments historiques en 1930.